# Violetta Skrzypulec-Plinta
Violetta Ewa Skrzypulec-Plinta (ur. 12 maja 1959) – polska ginekolożka-położniczka, endokrynolożka, seksuolożka, profesor nauk medycznych, prorektor Śląskiego Uniwersytetu Medycznego w Katowicach.

## Życiorys
Absolwentka Śląskiej Akademii Medycznej im. Ludwika Waryńskiego w Katowicach. W 1996 habilitowała się w zakresie medycyny na podstawie pracy Wpływ podawania kwasu acetylosalicylowego ciężarnym z gestozą na przebieg ciąży i porodu oraz wybrane hormony regulacji gospodarki wodnoelektrolitowej. W 2009 otrzymała tytuł naukowy profesora nauk medycznych.
Pełniła lub pełni liczne funkcje, m.in. kierowniczka Katedry Zdrowia Kobiety, dziekan Wydziału Nauk o Zdrowiu SUM, prorektor ds. rozwoju i promocji uczelni (od 2016). Wypromowała 26 doktorów, m.in. Agnieszkę Drosdzol-Cop czy Krzysztofa Nowosielskiego.
Specjalizuje się w ginekologii, położnictwie, endokrynologii, seksuologii.
Autorka przeszło 200 publikacji naukowych. Przewodniczy Sekcji Ginekologii Dziecięcej i Dziewczęcej Polskiego Towarzystwa Ginekologicznego. Przewodniczy Radzie Programowej Fundacji MSD dla Zdrowia Kobiet.

## Odznaczenia i wyróżnienia
- Złoty Krzyż Zasługi za zasługi w działalności na rzecz rozwoju medycyny (2016)[2]
- „Lekarz – Przyjacielem Kobiety”
- Hipokrates 2015
- Nagroda im. Brunona Nowakowskiego za najlepszą pracę naukową